# Qualea schomburgkiana
Qualea schomburgkiana là một loài thực vật có hoa trong họ Vochysiaceae. Loài này được Warm. miêu tả khoa học đầu tiên năm 1875.